# 蓬曼
蓬曼（法語：Pontmain，法語發音：[pɔ̃mɛ̃]）是法国马耶讷省的一个市镇，属于马耶讷区。

## 地理
蓬曼（48°26'20"N, 1°3'30"W）面积7.17 平方千米，位于法国卢瓦尔河地区大区马耶讷省，该省份为法国西北部内陆省份，北起芒什省和奧恩省，西接伊勒-维莱讷省，南至曼恩-卢瓦尔省，东临萨尔特省。
与蓬曼接壤的市镇（或旧市镇、城区）包括：拉巴祖日迪代塞尔、朗迪维、曼恩地区圣埃利耶、菲泰河畔圣马尔。
蓬曼的时区为UTC+01:00、UTC+02:00（夏令时）。

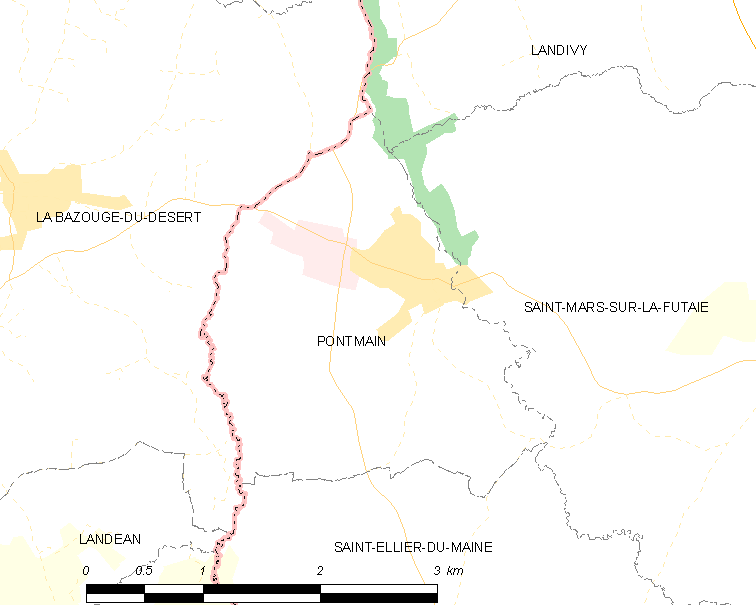
蓬曼的OSM定位图

## 行政
蓬曼的邮政编码为53220，INSEE市镇编码为53181。

## 政治
蓬曼所属的省级选区为戈龙县。

## 人口

1962-2008年间蓬曼人口变化图示

蓬曼于2022年1月1日时的人口数量为808人。